# تحمل‌پذیری اشکال نرم‌افزار
تحمل‌پذیری اشکال نرم‌افزار (به انگلیسی: Software fault tolerance) به توانایی نرم‌افزار برای ادامه دادن به کارهای معمولش با وجود خطاهای سیستمی یا سخت‌افزاری گفته می‌شود.